# جوديث شوفالييه
جوديث شوفالييه (بالإنجليزية: Judith Chevalier) هي اقتصادية أمريكية، ولدت في القرن العشرين.

## وصلات خارجية
- الموقع الرسمي